# Alaotra
L'Alaotra és el llac més gran de Madagascar i està situat a la província de Toamasina, a l'altiplà central septentrional. La seva conca està formada per llacunes d'aigua dolça de poca profunditat envoltades per denses àrees de vegetació i forma el centre més important de cultiu d'arròs de l'illa. És un hàbitat ric en fauna salvatge, amb algunes espècies rares i en perill d'extinció, així com un important territori per a la pesca. El llac Alaotra i els aiguamolls que l'envolten abasten 7.223 quilòmetres quadrats i inclouen una gran varietat d'hàbitats, incloent aigua oberta, canyissars, pantans i arrossars. El llac en si té una extensió de 900 km² i fou declarat el 2 de febrer de 2003 com a zona humida d'importància internacional, sota el Conveni internacional de Ramsar.
La fèrtil plana que l'envolta és la regió productora d'arròs més important del país. Els turons que envolten el llac eren antics boscos, però foren talats principalment per a fer terres de conreu en dècades passades. La greu erosió en aquests vessants vulnerables ha provocat una considerable sedimentació del llac, han causat una considerable sedimentació del llac, que està desapareixent amb rapidesa; el llac té només uns 60 centímetres de profunditat en l'estació seca. La pressió per crear més camps d'arròs també ha provocat que els habitants locals cremin els canyissos que envolten el llac. Aquestes canyissars proporcionen l'únic hàbitat de l'endèmic lèmur gris del llac Alaotra, limitat a només 220 km² dels canyars restants i, en els últims anys, la seva població ha nimbat ràpidament en un 60%: d'aproximadament 7.500 individus el 1994 a 3.000 el 2001, majoritàriament per pèrdua d'hàbitat, però també per la caça dels vilatans locals. El llac és també un hàbitat important però cada vegada més amenaçat per a les aus aquàtiques, com l'ànec de Meller en perill d'extinció o dues espècies endèmiques del nord de Madagascar, el morell de Madagascar i el cabusset del llac Alaotra. Els morells es troben en perill crític i ja no hi són presents al llac, i els cabussets es van declarar extingits el 2010.